# پل نمره یک
پل نمره یک مربوط به دوره پهلوی است و در مسجد سلیمان، ۵۰ متری میدان نمره یک واقع شده و این اثر در تاریخ ۵ تیر ۱۳۸۴ با شمارهٔ ثبت ۱۱۹۵۷ به‌عنوان یکی از آثار ملی ایران به ثبت رسیده است.